# Stephanorhinus etruscus

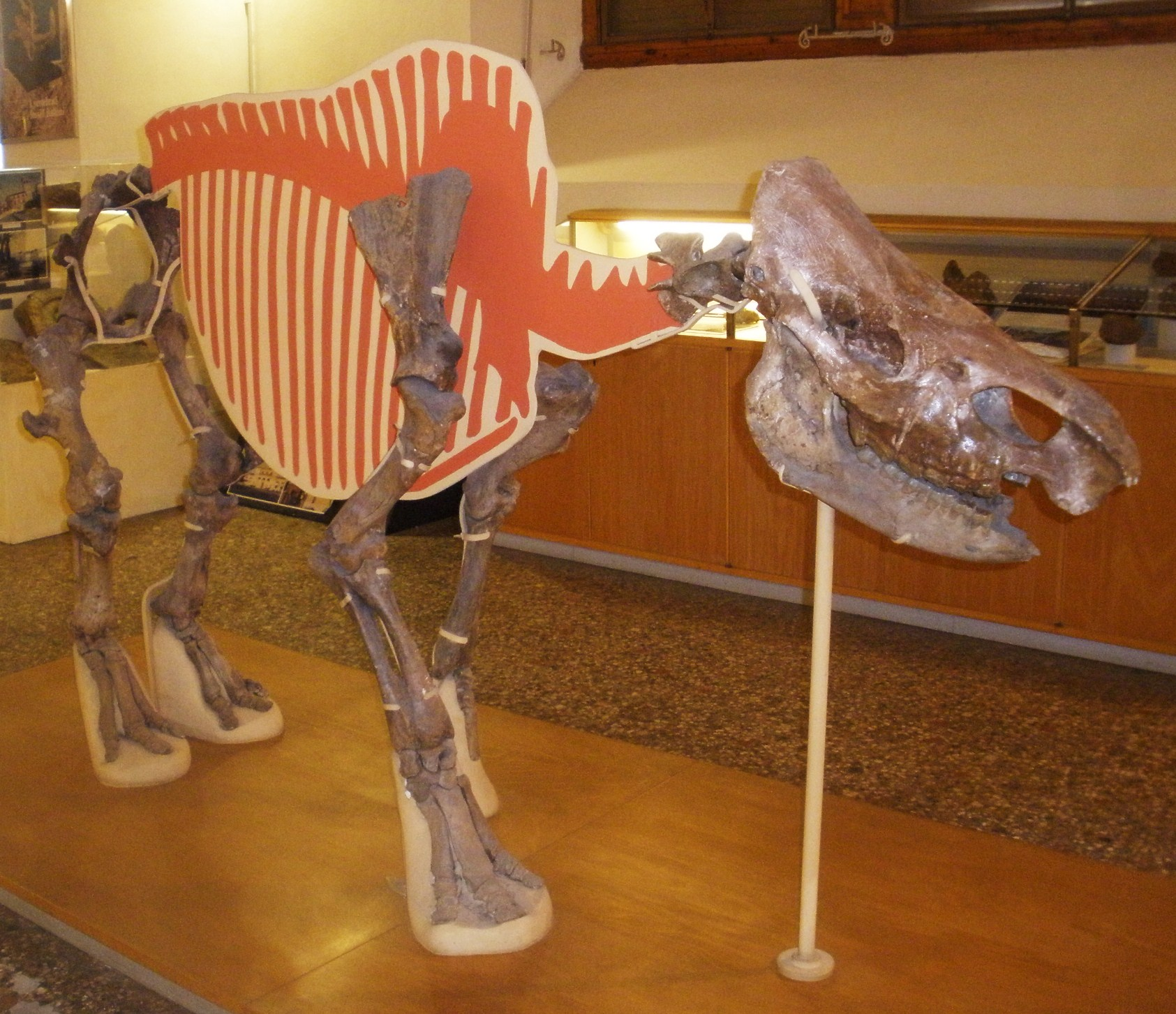
Scheletro di un Stephanorhinus etruscus

Il rinoceronte etrusco (Stephanorhinus etruscus) è una specie estinta di rinoceronte vissuta in Europa durante il Pleistocene inferiore e la prima parte del Pleistocene medio (circa da 2,5 a 0,7 milioni di anni fa).
Apparteneva al genere Stephanorhinus, strettamente imparentato con il genere Dicerorhinus, il cui unico rappresentante vivente è il rinoceronte di Sumatra (Dicerorhinus sumatrensis). Quest'ultimo è oggi confinato nel Sud-est asiatico ed è considerato in pericolo critico di estinzione.
L'habitat preferito dal rinoceronte etrusco era costituito da ambienti boschivi aperti o da praterie alberate, dove si nutriva brucando vegetazione tenera come foglie e arbusti.

## Diffusione e habitat

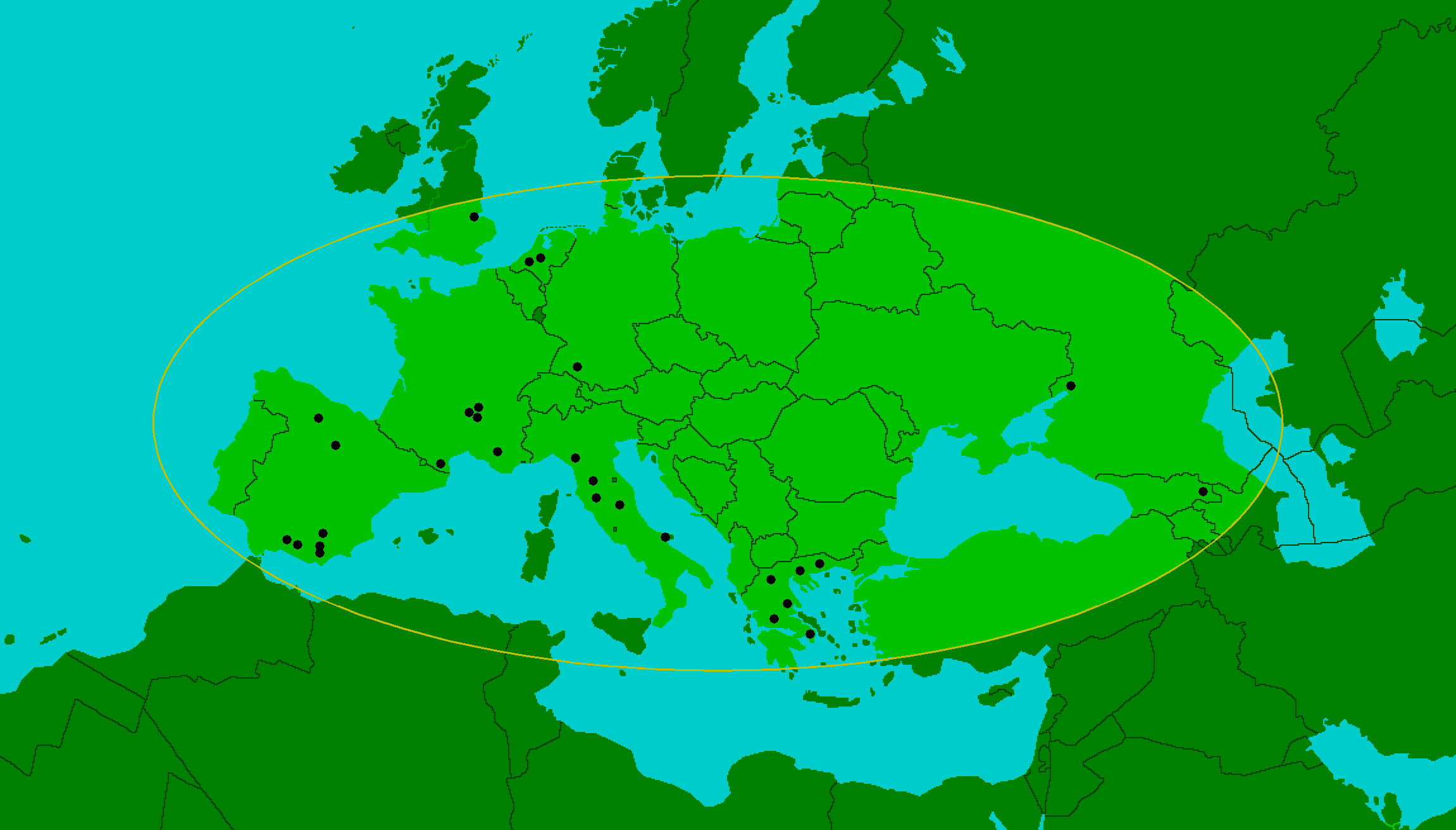
Distribuzione del rinoceronte etrusco nel Pleistocene inferiore in Europa. I punti neri indicano i siti principali.

Il rinoceronte etrusco prediligeva climi sub-mediterranei rispetto a quelli temperati. La sua area di distribuzione principale comprendeva l'Europa occidentale e meridionale, con ritrovamenti attestati in Francia, Penisola Iberica, Penisola Italiana, Balcani e Peloponneso. A est, l'areale si estendeva fino al Caucaso. Le zone a nord delle Alpi furono forse raggiunte solo nelle fasi climatiche più calde del Pleistocene inferiore (circa 2,5-0,8 milioni di anni fa), ma la sua presenza vi è meno documentata.
In Europa occidentale e meridionale, il rinoceronte etrusco coesistette inizialmente con altre grandi specie del genere Stephanorhinus: Stephanorhinus jeanvireti e Stephanorhinus megarhinus. Soprattutto nell'Europa orientale, durante il Villafranchiano (primo Pleistocene), i suoi resti si trovano associati a quelli dei primi Elasmotherium, rinoceronti di notevole taglia. Verso la fine del suo periodo di esistenza, S. etruscus condivise l'habitat con il rinoceronte di Hundsheim (Stephanorhinus hundsheimensis). Molti fossili da siti nordalpini dell'Europa centrale (del passaggio Pleistocene inferiore-medio), prima attribuiti a S. etruscus, sono oggi riferiti a S. hundsheimensis. Altri elementi faunistici spesso associati includono Mammuthus meridionalis e Bison schoetensacki.

## Sistematica e storia della ricerca

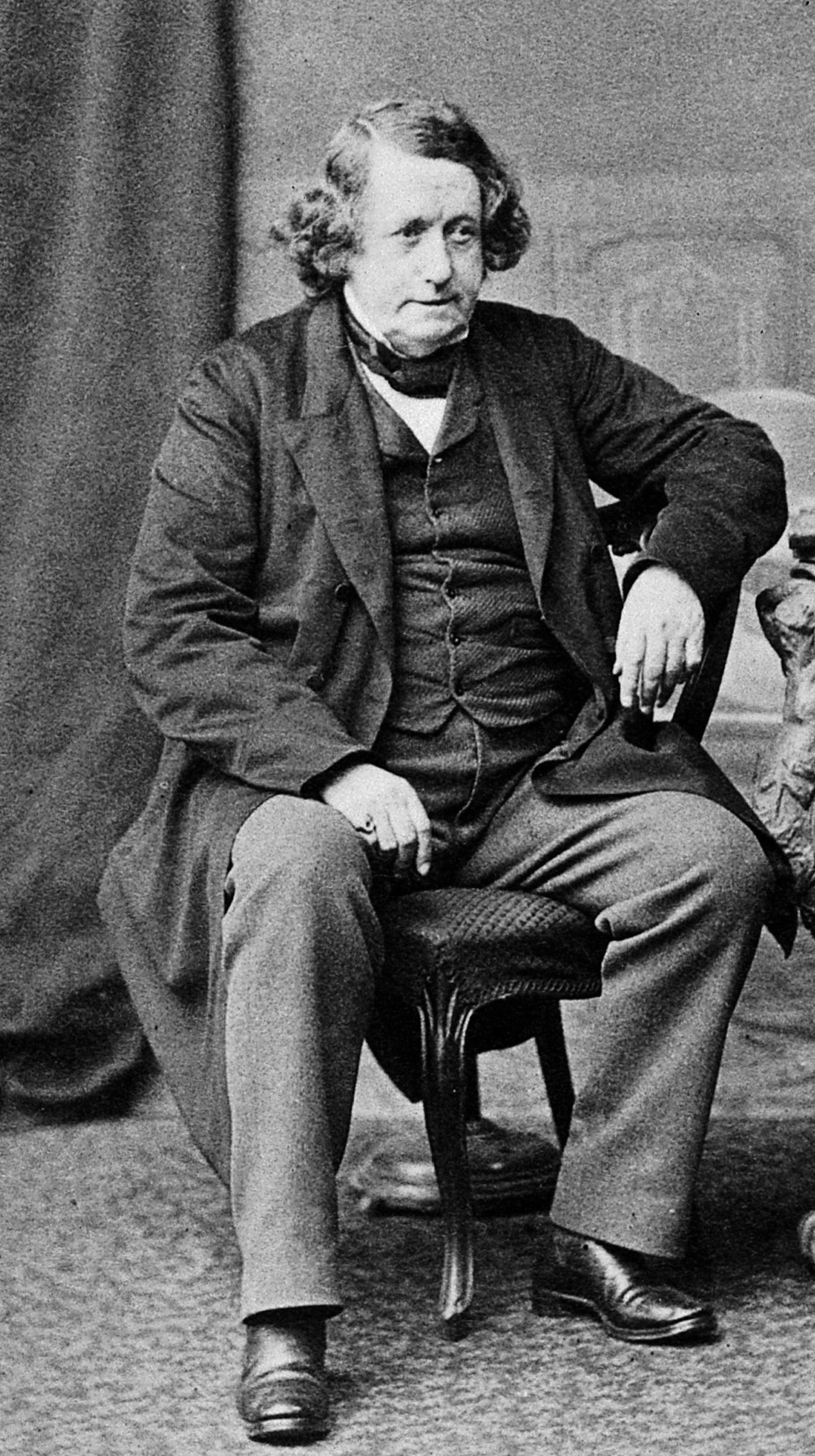
Hugh Falconer

Il rinoceronte etrusco appartiene al genere Stephanorhinus, un gruppo prevalentemente euroasiatico presente dal Miocene al Pleistocene. Il suo parente vivente più prossimo è il rinoceronte di Sumatra. Le relazioni filogenetiche all'interno del genere Stephanorhinus non sono ancora completamente chiarite. Si ipotizzano comunemente due linee evolutive principali: una che porta da Stephanorhinus megarhinus a Stephanorhinus kirchbergensis, e un'altra da Stephanorhinus etruscus a Stephanorhinus hundsheimensis e poi a Stephanorhinus hemitoechus. Tuttavia, anche lo stretto legame tra S. etruscus e il rinoceronte di Hundsheim (S. hundsheimensis) è talvolta messo in dubbio, poiché quest'ultimo mostra molari considerati più arcaici. Un possibile antenato del rinoceronte etrusco è Stephanorhinus jeanvireti; si ritiene che entrambe le specie siano arrivate in Europa dall'Asia.
La maggior parte dei ricercatori considera il rinoceronte etrusco come una specie relativamente stabile nel corso della sua evoluzione. Tuttavia, nel 1934 Friedrich Zeuner notò un aumento delle dimensioni della base del corno anteriore rispetto alla lunghezza del cranio, particolarmente evidente negli esemplari più recenti. Claude Guérin propose invece la distinzione di due sottospecie: S. e. etruscus e S. e. brachycephalus. La forma brachycephalus è oggi generalmente attribuita a S. hundsheimensis, il quale, secondo analisi anatomiche, possedeva effettivamente un corno più robusto. Secondo Paolo Mazza, il rinoceronte etrusco potrebbe essere identico alla specie cinese Stephanorhinus yunchuchenensis, il che estenderebbe l'areale di S. etruscus fino all'Asia orientale. L'origine del genere Stephanorhinus o le sue forme più antiche sono spesso collegate all'Asia orientale.
La prima descrizione scientifica del rinoceronte etrusco, come Rhinoceros etruscus, fu redatta da Hugh Falconer nel 1868 e pubblicata postuma; Falconer aveva però già usato questo nome nel 1859 in una lettera a David Thomas Ansted. La descrizione si basava su reperti fossili provenienti dalla Toscana, da cui il nome specifico, in riferimento all'antica area di insediamento degli Etruschi. Successivamente, riconoscendo la stretta parentela con il rinoceronte di Sumatra (basata su caratteristiche comuni come la presenza di due corna e il setto nasale parzialmente ossificato), la specie fu spostata nel genere Dicerorhinus. Fu Miklós Kretzoi nel 1942 a istituire l'attuale genere Stephanorhinus, separandolo da Dicerorhinus sulla base di differenze nella dentizione anteriore tra il rinoceronte di Sumatra e le forme fossili eurasiatiche del Pleistocene.

## Storia evolutiva
Il rinoceronte etrusco comparve nel Pleistocene inferiore, sebbene possibili resti siano stati segnalati anche nel tardo Pliocene. La sua comparsa in Europa è pressoché contemporanea a quella di Equus stenonis, un evento chiave del Villafranchiano. Tra i siti più antichi si annovera Chilhac in Francia, datato al Gelasiano. In quel periodo, la specie era già diffusa in Europa occidentale, ma presente anche in quella orientale. In Europa centrale, una delle prime attestazioni proviene dalla grotta di Erpfingen (Baden-Württemberg), risalente al Pleistocene inferiore. Gli ultimi ritrovamenti noti di S. etruscus provengono dal sito di Atapuerca (Spagna), in livelli (come Gran Dolina TD6) datati a oltre 700.000 anni fa e associati anche a importanti resti di Homo antecessor.